# Papias (bướm)
Papias là một chi bướm ngày thuộc họ Bướm nâu.